# NGC 6058
NGC 6058 је планетарна маглина у сазвежђу Херкул која се налази на NGC листи објеката дубоког неба.
Деклинација објекта је + 40° 41' 1" а ректасцензија 16h 4m 26,6s. Привидна величина (магнитуда) објекта NGC 6058 износи 12,9 а фотографска магнитуда 13,3. NGC 6058 је још познат и под ознакама PK 64+48.1, CS=13.8.